# Хеј бригаде
Хеј бригаде (словен. Hej brigade) je словеначка партизанска корачница, која се користи као незванична химна словеначких партизана. Постоје две верзије, које се разликују у два стиха и задњи строфи.

## Позадина песме
Текст песме је настао крајем октобра 1942. написао га је Матеј Бор, кода је из партизана дошао на привремени рад и лечење у Љубљану.
Композитор Франц Штурм је на мољбу Бора написао мелодију коју је завршио априла 1943. Први пут је песем запевала Богдана Стритар септембра 1943. у близини Старе Жаге на Долењској. При првом извођењу није досегла посебан успех, али после неколико изправки у мелодији постала је успешнија.
Оригиналан запис се није сачувао јер је Франц Штурм 11. новембра 1943. пао на Криму. Мелодију је запамтила Богдана Стритар и наново ју је записао Радослав Хроватин. После неког времена песму је за мушки хор приредио Карол Пахор.

## Текст на словеначком
| Hej, brigade, hitite, razpodite, požgite, gnezda belih podgan, črnih psov! Hej, mašinca, zagodi, naj odmeva povsodi, naš pozdrav iz svobodnih gozdov! Hej, mašinca, zagodi, naj odmeva povsodi, naš pozdrav iz svobodnih gozdov! Kje so meje, pregrade, za slovenske brigade? Ne, za nas ni pregrad in ne mej! Po slemenih oblačnih in po grapah temačnih vse od zmage do zmage naprej! Po slemenih oblačnih in po grapah temačnih vse od zmage do zmage naprej! Pride dan, ko z Ljubljano, zdaj nevesto prodano, bomo šli pred svobode oltar. Hej, od naše gostije vrgli bomo pomije psom, ki danes so nam gospodar. Hej, od naše gostije vrgli bomo pomije psom, ki danes so nam gospodar. | Hej, brigade, hitite, razpodite, zatrite, požigalce slovenskih domov!, Hej, mašinca, zagodi, naj odmeva povsodi, naš pozdrav iz svobodnih gozdov! Hej, mašinca, zagodi, naj odmeva povsodi, naš pozdrav iz svobodnih gozdov! Kje so meje, pregrade, za slovenske brigade? Ne, za nas ni pregrad in ne mej! Po slemenih oblačnih in po grapah temačnih vse od zmage do zmage naprej! Po slemenih oblačnih in po grapah temačnih vse od zmage do zmage naprej! Čez poljane požgane tja do bele Ljubljane naša vojska prodre kot vihar! Dokler tu so brigade, kdor zemljo nam ukrade? Na Slovenskem smo mi gospodar! Dokler tu so brigade, kdor zemljo nam ukrade? Na Slovenskem smo mi gospodar! |